# 和平街道 (北安市)
和平街道，是中华人民共和国黑龙江省黑河市北安市下辖的一个乡镇级行政单位。

## 行政区划
和平街道下辖以下地区：
农垦社区、弘北社区、铁东社区和东北亚社区。